# Geophis tarascae
Geophis tarascae là một loài rắn trong họ Rắn nước. Loài này được Hartweg mô tả khoa học đầu tiên năm 1959.